# 小行星4970
小行星4970（4970 Druyan）是一颗绕太阳运转的小行星，为主小行星带小行星。该小行星于1988年11月12日发现。

## 轨道参数
小行星4970的轨道半长轴为2.3953841 UA，离心率为0.146。